# Eufrasia Burlamacchi

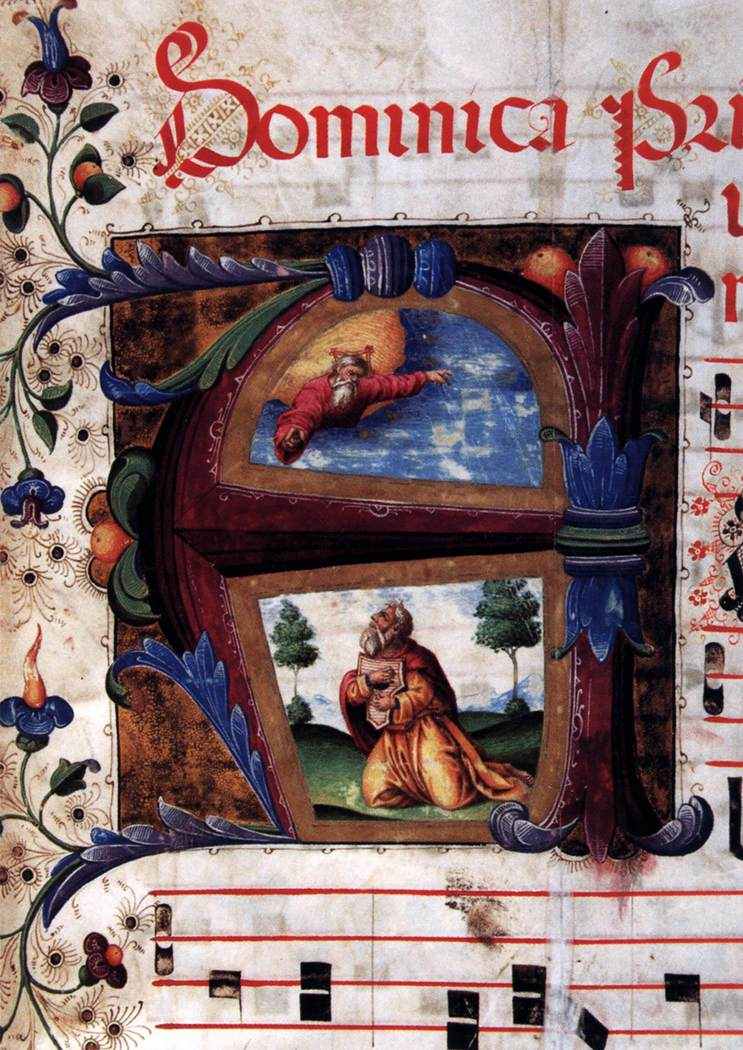
Eufrasia Burlamacchi, particolare del Liber Missarum de Tempore a Cena Domini usque ad Adventum, conservato nella biblioteca statale di Lucca

Eufrasia Burlamacchi (Lucca, 1482 – 2 gennaio 1548) è stata una religiosa e miniatrice italiana.

## Biografia
Figlia di Giovanni Burlamacchi e Caterina Trenta, apparteneva a una famiglia di agiati commercianti di seta e banchieri della città di Lucca. Il padre fu impegnato come Anziano nel governo della città. In giovane età, insieme alla sorella Gabriella, entrò nel convento di San Nicolao, ma il 15 aprile 1502, ispirandosi alla riforma in atto nell'Ordine dei Predicatori, fondò e organizzò il monastero di San Domenico a Lucca. Grazie all'appoggio della consorella Pietra Cenami e altre dieci suore, ferventi seguaci dell'insegnamento del Savonarola, divenne Madre Superiora e cominciò a studiare l’arte della miniatura con la maestra pisana suor Benedetta Arnolfini. Altre diciannove suore appartenenti alla famiglia Burlamacchi entrarono in questo convento negli anni a venire.
Il libro del Necrologio del monastero di San Domenico racconta di Eufrasia come una donna pia che svolgeva i suoi lavori in maniera virtuosa e riservata, mentre nelle Cronache del monastero è sottolineata la sua innata propensione alle arti e alla letteratura.
Come testimonia il Necrologio, morì il 2 gennaio 1548 come membro d'onore dell'ordine domenicano.

## Attività artistica
Eufrasia praticò l’arte della miniatura per almeno mezzo secolo, dagli inizi del Cinquecento fino al 1545, ispirata dall'arte dell'Angelico e dalle miniature di Fra Bartolomeo, sacerdote di San Marco. Purtroppo molti dei suoi lavori sono andati perduti, ma abbiamo notizie rispetto al fatto che decorò almeno “tre Antiphonarij, un Graduale, un Psalmista e un Collettario'', secondo quanto è menzionato nelle Cronache del monastero lucchese di San Domenico. 
Secondo la testimonianza di fra Ignazio Manandro da Ferrara, nel 1527 la miniatrice iniziò la stesura di un Graduale Temporale diviso in due tomi, su pergamena acquistata a spese del nobile Stefano Spada, le cui insegne capovolte si ravvisano nel primo foglio. Oggi i due volumi sono conservati presso la Biblioteca Statale di Lucca.
Eufrasia scrisse sul dorso di uno dei cinque corali di San Domenico una postilla, che data il loro completamento al 1515: erano stati iniziati nel 1502. Essi vennero gelosamente custoditi dalla comunità lucchese fino al 1924, quando furono venduti all'asta e acquistati dal padre domenicano Bede Jarrett, priore di un monastero di Oxford e da lui donati alla comunità del monastero di San Raphael in California, che si era impegnata nel progetto di istituire un College. Ancora oggi i corali sono conservati presso la Archibishop Alemany Lybrary del campus di San Raphael.
L'eleganza e l'abilità della sua opera, unita alla originalità narrativa, risultano non comuni nell'arte del minio introdotta nell'ordine dei predicatori agli albori del XV secolo da Giovanni Dominici.